# قاطرة بخارية

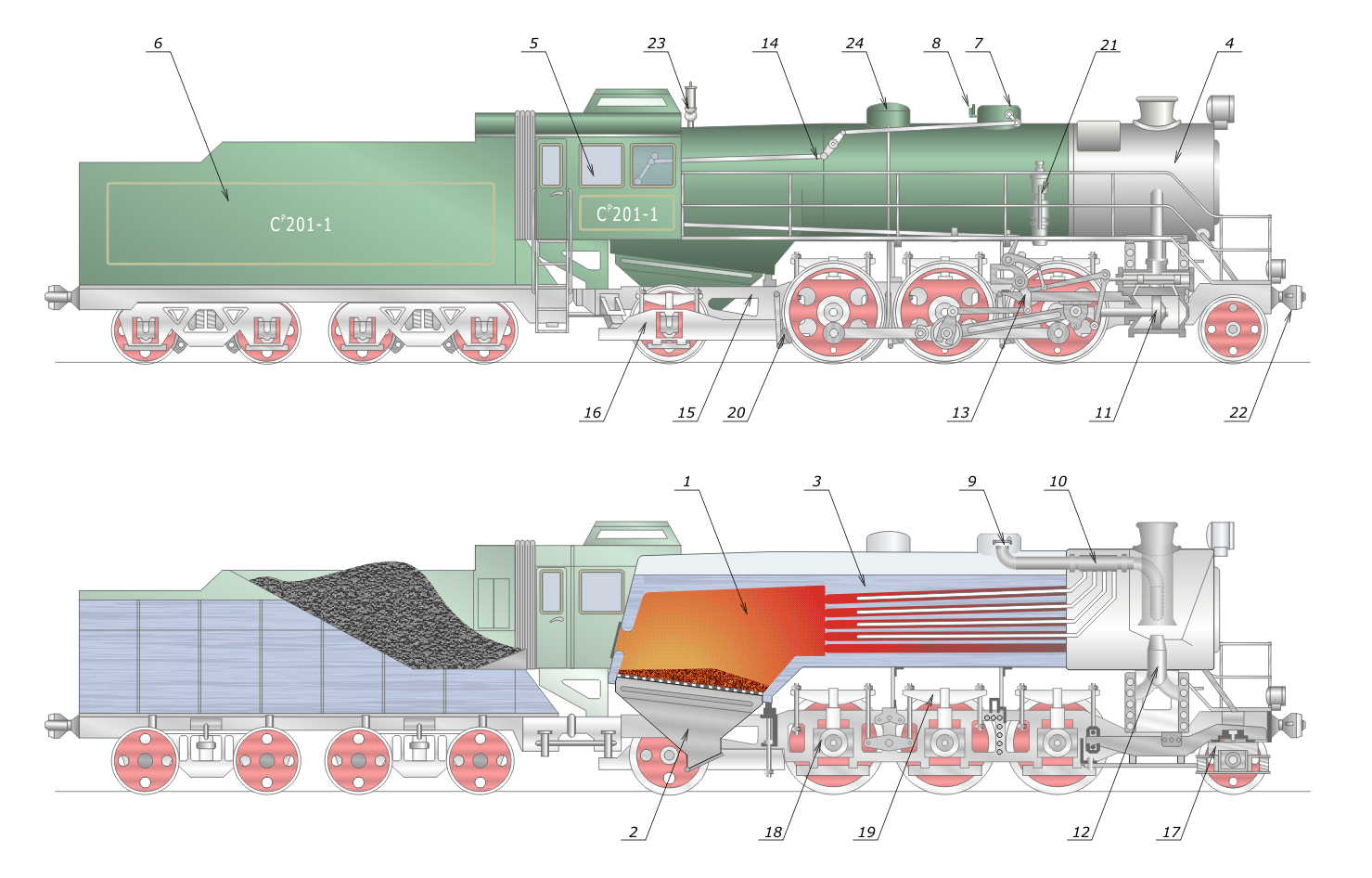
الإجزاء المُكونة للقاطرة البخارية

القاطرة البخارية يعرف أحيانا بقطار الفحم، هي قاطرة للسكك الحديدية تنتج طاقتها من خلال محرك بخاري يتغذى من خلال حرق بعض المواد القابلة للاحتراق تكون عادة الفحم والحطب والنفط، لإنتاج البخار في المرجل، الذي يحرك المحرك البخاري. وتجري كل من إمدادات الوقود والمياه مع القاطرة، إما في القاطرة نفسها أو في عربات تسحب وراءها.
صنعت القاطرات البخارية لأول مرة في بريطانيا، وسيطرت على وسائل النقل بالسكك الحديدية حتى منتصف القرن الـ20 في بداياته في وقت مبكر حتى حلت محلها تدريجيا القطارات الكهربائية وقطارات الديزل.
أول صانع للقطارات هو ريتشارد تريفيثيك  (1833 – 1771) من بلاد الغال، في سنة 1803م أوعز إليه بصنع قاطرة بخارية قادرة على الربط بين مصاهر الحديد ببنيرام وقرية أبرسينون التي تبعد حوالي خمسة عشر كلم. فأنجز قاطرة تزن خمسة أطنان أطلق عليها اسم «ساوث ويلز» وفي أول تجربة لها يوم 24 فيفري 1804 جرت وراءها حمولة تزن 20 طناً وبسرعة 8 كلم في الساعة. ثم جرت بعد ذلك 25 طناً إلا أن ثقلها أحدث عطباً في السكة فوضع حد لتجربتها. وبرهن هكذا على أن الأحمال الثقيلة الهامة يمكن جرها بفضل التصاق العجلات بالسكة باستعمال جرارة من ذلك النوع، فهي بذلك القاطرة الأم لجميع القطارات التي تلتها.